# Max Carl Gritzner
Max Carl Gritzner (Viena, 12 de abril de 1825 — Durlach, 10 de setembro de 1892) foi um industrial e inventor alemão.
Após estudar três anos na Universidade Técnica de Viena, chegou em Karlsruhe no outono de 1843. Até 1946 frequentou aulas na Universidade de Karlsruhe, estudando matemática e engenharia mecânica. Instalou-se em Karlsruhe possivelmente mediante contato com seu primo Ferdinand Redtenbacher, que era então professor em Karlsruhe.

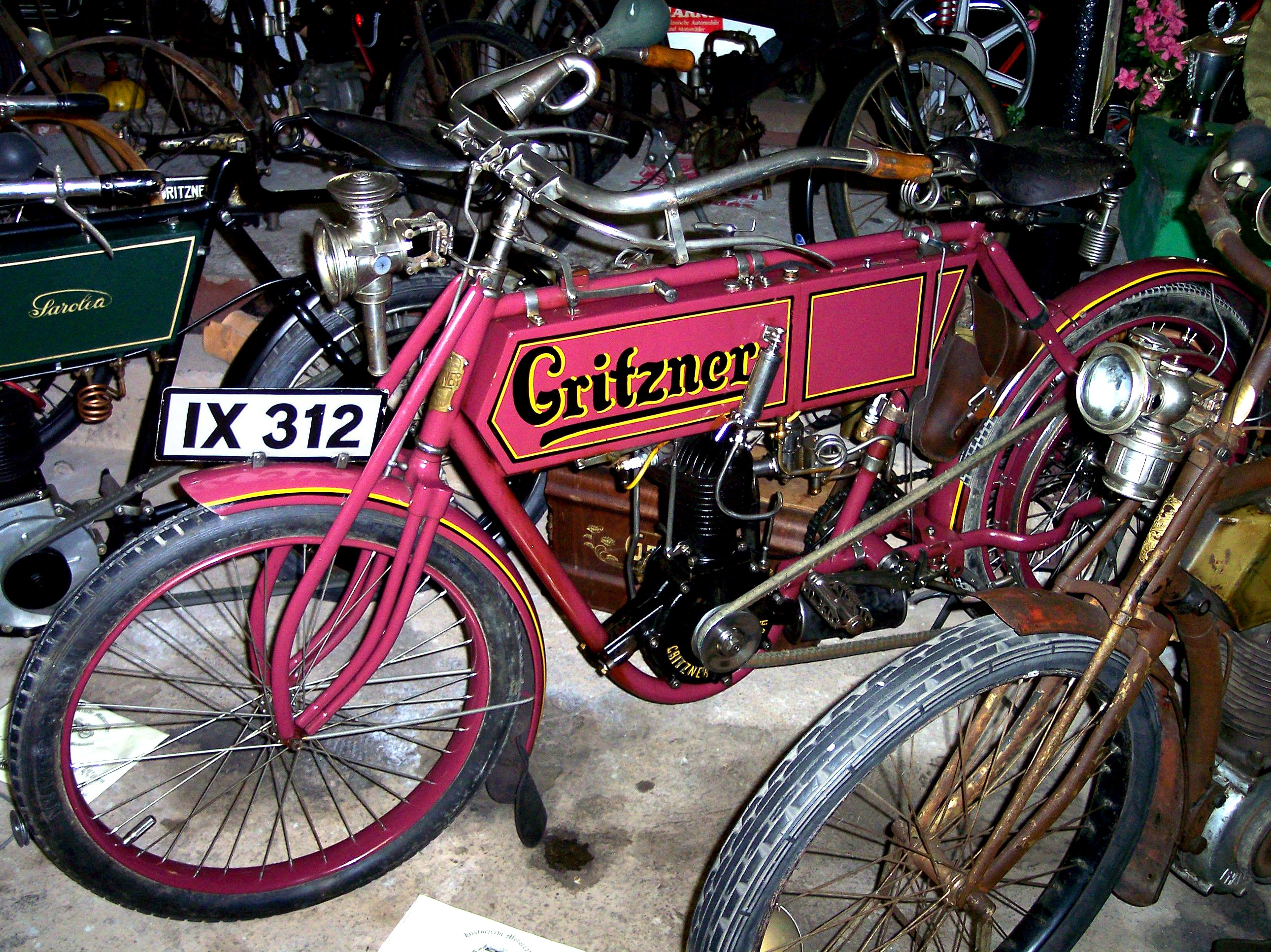
Motocicleta Gritzner de 1903, acervo do Motorradmuseum Heiner Beckmann

Em 11 de maio de 1850 imigrou para os Estados Unidos. Desistiu da cidadania austríaca e foi naturalizado estadunidense. Possivelmente trabalhou então na Singer Corporation, onde aprendeu a montar máquinas de costura. Retornando à Alemanha fundou em 1872, em sociedade com seu pai Maximilian Joseph Gritzner, a Fábrica de Máquinas Gritzner, em Durlach. Suas invenções foram popularizadas apenas depois de construtores de máquinas de costura estadunidenses terem encampado sua fábrica.

## Condecorações
Em 1912 uma rua em Karlsruhe-Durlach foi denominada Gritznerstraße.